# Enrique Daniel Vera Torres
Enrique Daniel Vera Torres (Asunción, Paraguai, 10 de març del 1979), també conegut com a Rambert és un futbolista professional paraguaià que juga per la selecció de Paraguai des del 2007.
Destacà a la lliga d'Equador, on jugà a clubs com Aucas, Olmedo, i LDU Quito. El 2007, fou escollit millor jugador estranger pel diari El Comercio. Posteriorment jugà a Mèxic a clubs com el Club América. Amb la selecció disputà el Mundial de 2010.